# プーズー
プーズー（Pudu puda）は、シカ科に分類される偶蹄類。

## 分布
チリ（チロエ島）固有種

## 形態
体長70-83cm（93cmとする説もあり）。尾長3-5cm（10cmとする説もあり）。肩高25-43cm。体重7.5（5kgとする説もあり）-13.4kgとシカ科最小種。全身は硬い体毛で覆われる。
四肢は太いうえに短く、蹄は短い。
夏毛は赤褐色で、冬毛は灰褐色。生後2か月までの幼獣には白い斑点が入る。
オスにのみ頭部に枝分かれしない10cmほどの角が生える。角は7月に抜け落ちる。

## 生態
標高1000mまでの竹林に生息する。以前は小規模な群れも確認されていたが、現在は生息数の減少に伴い単独もしくはペアで生活する。昼夜共に活動する。
食性は植物食で、木の枝、樹皮、芽、花、果実などを食べる。
繁殖形態は胎生。妊娠期間は207-223日。4-7月に1回に1頭の幼獣を産む。飼育下ではオスが1年半、メスが半年で性成熟した例がある。

## 人間との関係
開発による生息地の破壊、乱獲、家畜との競合、人為的に移入されたイヌによる食害などにより生息数は激減している。現在では確実な分布域はチロエ島しか確認されていない。1987年における生息数は10,000頭以下と推定されている。